# Eduard His-Eberle
Eduard His-Eberle (* 16. Dezember 1886 in Basel; † 16. September 1948 ebenda, reformiert, heimatberechtigt in Basel) war ein Schweizer Jurist und Lokalhistoriker.

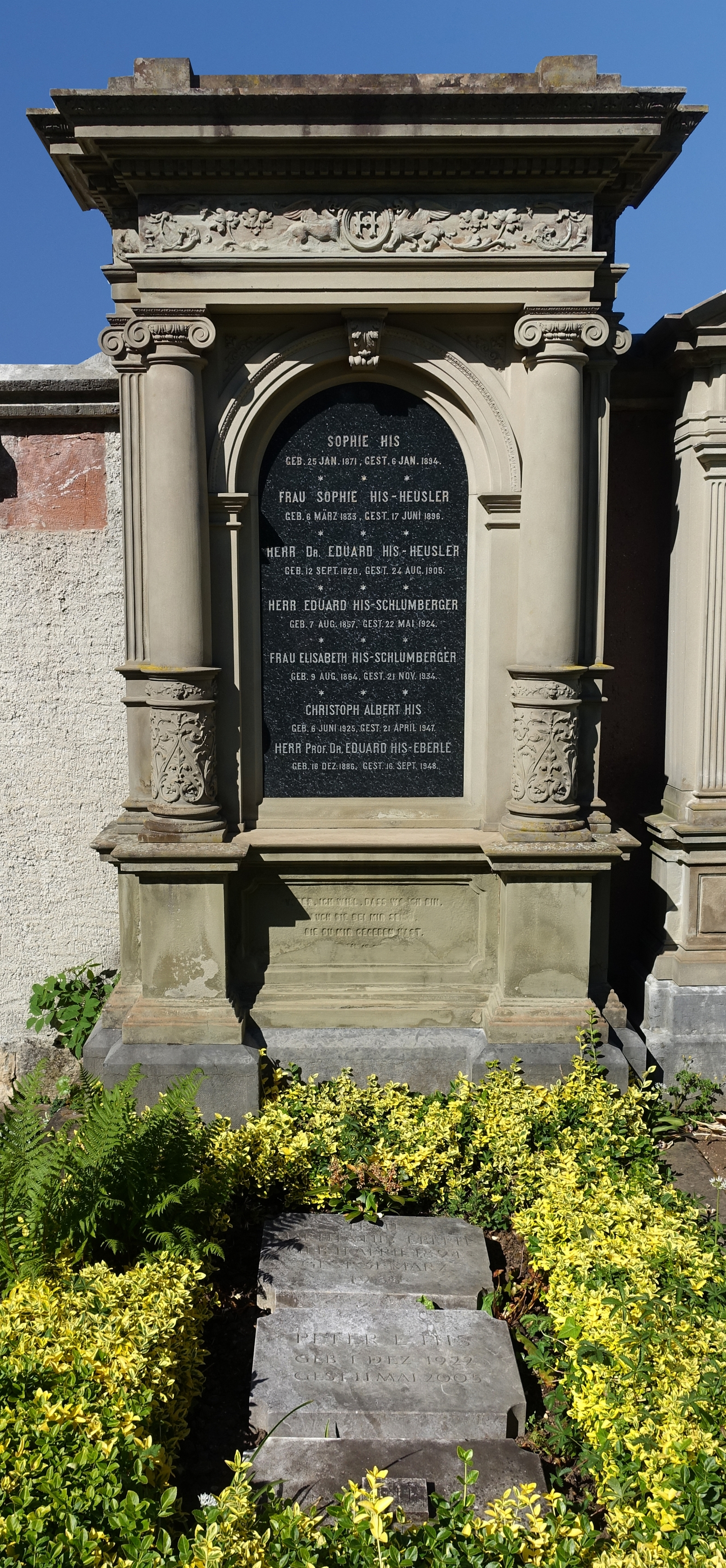
Familiengrab. Wolfgottesacker, Basel.

## Leben und Werk
Eduard His-Eberle, Sohn des Bankiers Eduard His und der Margaretha Elisabeth geborene Schlumberger, studierte Rechtswissenschaften und promovierte 1909 an der Universität Basel zum Dr. iur. 1910 wurde er Sekretär des Basler Justizdepartements. Nach seiner Habilitation im Jahr 1915 war er Privatdozent für Staats- und Verwaltungsrecht an der Universität Basel, bis er dort 1921 zum ausserordentlichen Professor ernannt und im gleichen Jahr den Ruf an die Universität Zürich als ordentlicher Professor für öffentliches Recht und Rechtsphilosophie annahm. 1927 beendete er seine Lehrtätigkeit und arbeitete danach vor allem als Privatgelehrter. Von 1921 bis 1948 war er Herausgeber der Zeitschrift für Schweizerisches Recht. Er verfasste auch zahlreiche juristische, rechtshistorische und historische Bücher und Aufsätze. Eduard His-Eberle fand seine letzte Ruhestätte auf dem Wolfgottesacker in Basel.

## Schriften (Auswahl)
- Geschichte des neuern Schweizerischen Staatsrechts. 4 Bde. Helbing & Lichtenhahn, Basel 1920–1938 (Neuauflage: Frankfurt a.M, Sauer & Auvermann, 1968).
- Basler Handelsherren des 19. Jahrhunderts. Benno Schwabe & Co. Verlag, Basel 1929.
- Basler Gelehrte des 19. Jahrhunderts. Benno Schwabe & Co., Basel 1941.
- Die Zunft zum Schlüssel. Die geschichtliche Entwicklung der Zunft. Verzeichnis der Zunftmeister seit 1358: Meister, Vorgesetzte und Zunftbrüder. Zunft zum Schlüssel. Basel 1942.
- Chronik der Basler Familie Ochs, genannt His. Benno Schwabe & Co, Basel 1944.
- Luzerner Verfassungsgeschichte der neuern Zeit (1798–1940). Luzern o. J. [1944] (= Luzern Geschichte und Kultur 3/2).